# Џупитер Фармс (Флорида)
Џупитер Фармс (енгл. Jupiter Farms) насељено је место без административног статуса у америчкој савезној држави Флорида.

## Демографија
По попису из 2010. године број становника је 11.994.
| Група             | 2000.    | 2010.          |
| Белци             | 0 (0,0%) | 10.517 (87,7%) |
| Афроамериканци    | 0 (0,0%) | 142 (1,2%)     |
| Азијати           | 0 (0,0%) | 119 (1,0%)     |
| Хиспаноамериканци | 0 (0,0%) | 1.036 (8,6%)   |
| Укупно            | 0        | 11.994         |